# John Jahr junior
John Jahr (* 27. Dezember 1933 in Hamburg; † 14. August 2006 ebenda) war ein deutscher Verleger.

## Leben

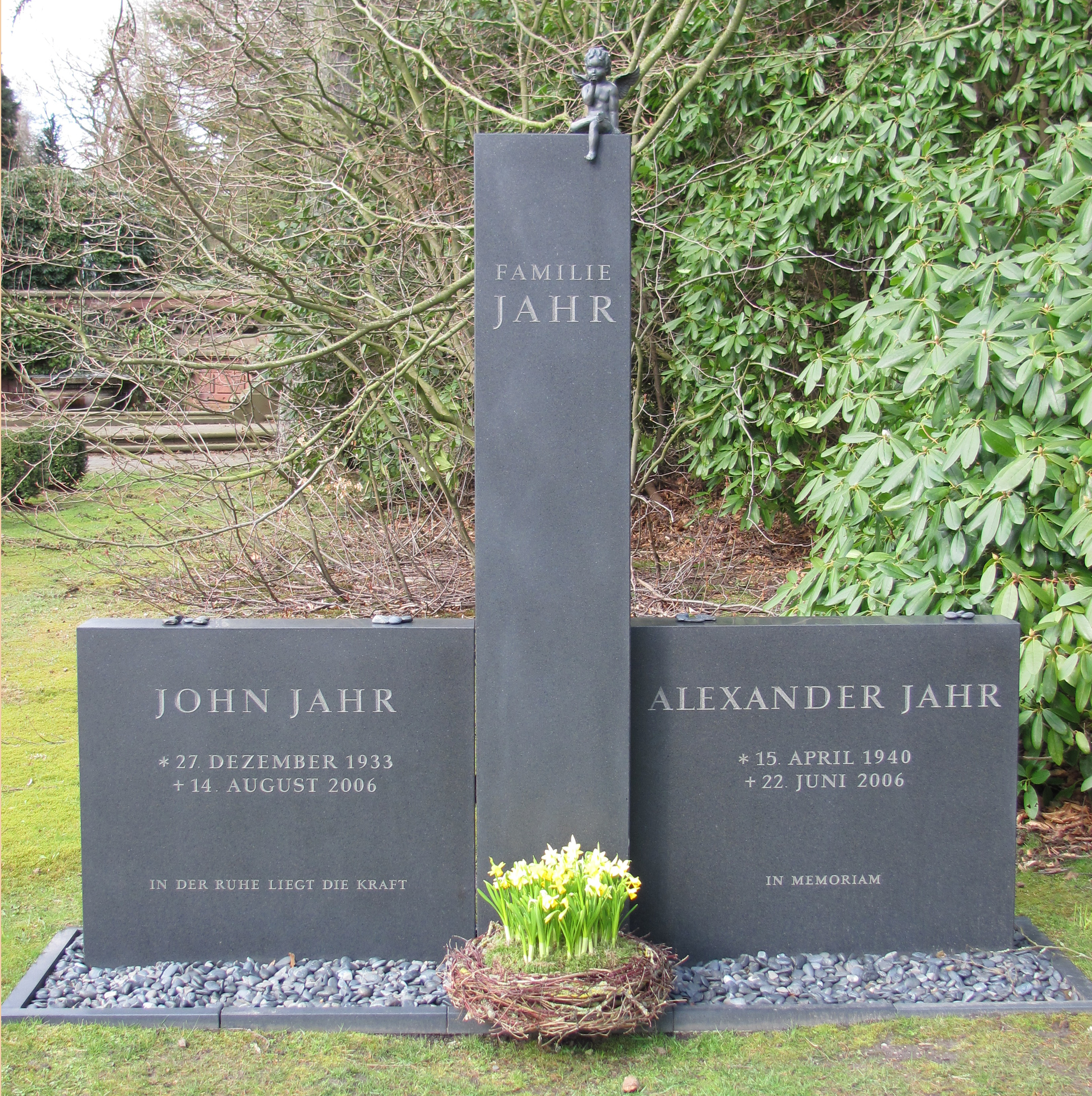
Familiengrab Jahr auf dem Friedhof Ohlsdorf

John Jahr junior war der älteste Sohn des Verlegers John Jahr senior. Jahr erlernte zunächst von 1948 bis 1951 den Beruf des Setzers und Druckers. Nach einem Volontariat bei der Feldmühle AG und beim Druckhaus Tempelhof in Berlin, folgte 1953/1954 eine Assistenz in der Chefredaktion des Daily Mirror in London sowie 1955/1956 bei Time und bei Life in New York City.
1956 wurde er Assistent im Verlagshaus von John Jahr, 1957 Verlagsleiter der Zeitschrift Brigitte. 1962 übernahm er auch die Leitung der Wirtschaftszeitschrift Capital. 1964 wurde er Geschäftsführer des zu Jahr gehörenden „Constanze-Verlages“.
Er wurde 1965 einer der Gründungsgeschäftsführer des Verlagshauses Gruner + Jahr und war von 1971 bis 2000 Mitglied des Vorstandes. Nach seinem Ausscheiden aus dem Vorstand von G+J wurde seine Schwester Angelika Jahr-Stilcken als seine Nachfolgerin in den Vorstand berufen. Bis zu seinem Tode waren er und seine Geschwister Alexander, Michael und Angelika, über die Jahr-Holding zu 25,1 Prozent an G+J beteiligt. Ferner war Jahr geschäftsführender Gesellschafter der Spielbank Hamburg, der Spielbank Wiesbaden und Gesellschafter der Spielbank Frankfurt.
John Jahr jr. war mit Heike Jahr verheiratet, das Paar hatte drei Kinder. Er starb nach einer Hüftoperation am 14. August 2006 an einem Herz- und Kreislaufversagen. Einige Wochen zuvor starb überraschend sein Bruder, der Rechtsanwalt und Verleger Alexander. Die Gräber der Brüder befinden sich auf dem Friedhof Ohlsdorf in Hamburg in einem Familiengrab.

## Vermächtnis
Nach Jahrs Tod übernahm sein Sohn John Jahr jr. jr. den Sitz des Vaters in der Jahr-Holding. John Jahr jr.jr. war schon zu Lebzeiten seines Vaters als Geschäftsführer beziehungsweise Gesellschafter in mehrere Holdings der Familie eingetreten. Gemeinsam mit seiner Schwester hielt er nach dem Tod seines Vaters die Anteile des Familienzweiges an den G+J-Holdings über die Unternehmensgesellschaft J. Jahr GmbH & Co. KG die nur an die leiblichen Nachkommen des Stammvaters John Jahr senior vererbt werden. Das Gesamtvermögen der Nachkommen von John Jahr senior wurde 2011 auf etwa 2,5 Milliarden Euro geschätzt.